# Rokas Pukštas
Rokas Pukštas, né le 25 août 2004 à Stillwater, dans l'Oklahoma, aux États-Unis, est un joueur américain de football qui joue au poste de milieu central aux Hajduk Split.

## Biographie

### En club
Né à Stillwater, dans l'Oklahoma, aux États-Unis, de parents Lituaniens qui ont quitté l’Union soviétique, Rokas Pukštas commence sa formation de footballeur au Sporting de Kansas City. Il rejoint en 2020 la Croatie et le club d'Hajduk Split, signant son premier contrat professionnel avec ce club le 10 novembre 2020.
Il joue son premier match en professionnel avec l'Hajduk Split, le 29 avril 2022, lors d'une rencontre de championnat face au NK Hrvatski Dragovoljac Zagreb. Il entre en jeu et son équipe s'impose par deux buts à un.
En août 2022, Rokas Pukštas est cédé au NK Solin, club partenaire du club de Hajduk Split. Avec cette équipe il se fait notamment remarquer le 18 novembre 2022 en réalisant son premier doublé en professionnel, lors d'une rencontre de championnat face au NK Kustošija. Il entre en jeu après la mi-temps et contribue à la victoire des siens par trois buts à deux,.

### En sélection
Rokas Pukštas est sélectionné avec l'équipe des États-Unis des moins de 20 ans pour participer au championnat de la CONCACAF des moins de 20 ans en 2022. Lors de cette compétition il joue quatre matchs dont trois comme titulaire et marque également un but lors du premier match de groupe. Son équipe se hisse jusqu'en finale où elle affronte la République dominicaine, contre laquelle elle s'impose par six buts à zéro. Les États-Unis remportent ainsi un troisième titre consécutif dans cette compétition.

## Palmarès

### En club
Hajduk Split
- Championnat de Croatie
  - Vice-champion : 2023
- Coupe de Croatie
  - Vainqueur : 2023

### En sélection
États-Unis -20 ans
- Championnat de la CONCACAF des moins de 20 ans
  - Vainqueur : 2022